# Rodrigo Pacheco
Rodrigo Otavio Soares Pacheco GCMI • GCRB (Porto Velho, 3 de novembro de 1976) é um advogado e político brasileiro, filiado ao Partido Social Democrático (PSD). Senador por Minas Gerais, foi presidente do Senado Federal e do Congresso Nacional de 2021 até 2025.
O senador, ex-presidente do Senado Federal, foi bastante criticado por não designar um relator para a PL dos Supersalários, matéria legislativa parada desde agosto de 2021 aguardando designação de relator na Comissão de Constituição e Justiça - CCJ, esta última presidida pelo Senador Davi Alcolumbre.

## Biografia
Nasceu na capital de Rondônia, Porto Velho, em 1976, mas foi criado na cidade de Passos, Minas Gerais, para onde seus pais, Helio Cota Pacheco e Marta Maria Soares Pacheco, retornaram depois de seu nascimento.

### Formação, atividade profissional e associativa
Em Passos, estudou na Escola Estadual Wenceslau Braz e no Colégio Imaculada Conceição. Ainda muito jovem, mudou-se para Belo Horizonte, onde continuou seus estudos e iniciou sua carreira.
Formado em Direito pela Pontifícia Universidade Católica de Minas Gerais (PUC Minas) no ano de 2000, especializou-se em direito penal econômico pelo Instituto Brasileiro de Ciências Econômicas Criminais (IBCCRIM), e atuou como advogado criminalista. Foi sócio do advogado Maurício de Oliveira Campos Junior num escritório várias vezes listado entre os mais admirados da área, que atuou em processos como os do Mensalão. Pacheco se desligou do escritório em 2016, foi defensor dativo da Justiça Federal, membro do Conselho de Criminologia e Política Criminal do Estado de Minas Gerais, auditor do Tribunal de Justiça Desportiva, além de professor universitário.
Na Ordem dos Advogados do Brasil (OAB), Rodrigo Pacheco foi conselheiro seccional por dois mandatos e presidente da Comissão de Defesa, Assistência e Prerrogativas dos Advogados. Em 2012, foi eleito Conselheiro Federal da OAB por Minas Gerais, sendo o mais jovem advogado a integrar o Conselho, defendendo a atuação da Ordem no sentido de inibir a corrupção na política e promover eleições limpas. No Conselho Federal, foi também presidente da Comissão Nacional de Apoio aos Advogados em Início de Carreira.

## Carreira política
Pacheco iniciou sua carreira política nas eleições de 2014, sendo eleito deputado federal para a 55.ª legislatura (2015-2019), pelo PMDB, com 92 743 votos. Em seu primeiro mandato, passou a coordenar a bancada do PMDB na Comissão de Constituição e Justiça (CCJ), onde se tornou primeiro vice-presidente e depois presidente.
Como deputado participou de importantes discussões na Câmara, votando favoravelmente aos processo de impeachment de Dilma Rousseff, à PEC do Teto dos Gastos Públicos e à Reforma Trabalhista. Em 2016, disputou a prefeitura de Belo Horizonte, ficando em terceiro lugar com 10% dos votos, dando apoio à candidatura de João Leite (PSDB) no segundo turno.

### Presidente da CCJ
Em 23 de março de 2017, foi eleito presidente da Comissão de Constituição e Justiça e de Cidadania (CCJ) da Câmara dos Deputados do Brasil, onde validou as assinaturas das "Dez Medidas Contra a Corrupção", reconhecendo que a proposta atendia os requisitos necessários para um projeto de iniciativa popular, o que permitiu com que tramitasse na Câmara. Em abril de 2017, votou na Reforma Trabalhista.
Presidiu as sessões na CCJ onde foram votadas as denúncias contra Michel Temer. Apesar da pressão de seu partido, o MDB, foi elogiado por opositores pela imparcialidade na condução do processo, e de traição, pela escolha do relator que deu parecer favorável as investigações contra Michel Temer. Pacheco ainda criticou duramente a decisão do MDB de fechar questão à favor de Temer, quando o então presidente do partido, o senador Romero Jucá, ameaçou punir parlamentares que não votassem com o partido. Para a segunda denuncia, escolheu como relator Bonifácio Andrada, que deu parecer favorável à Temer, gerando uma crise no PSDB. Nas votações no Plenário da Câmara, se absteve, baseando-se no fato de manter a imparcialidade como Presidente da CCJ. Ambas denúncias acabaram sendo arquivadas.

### Senado

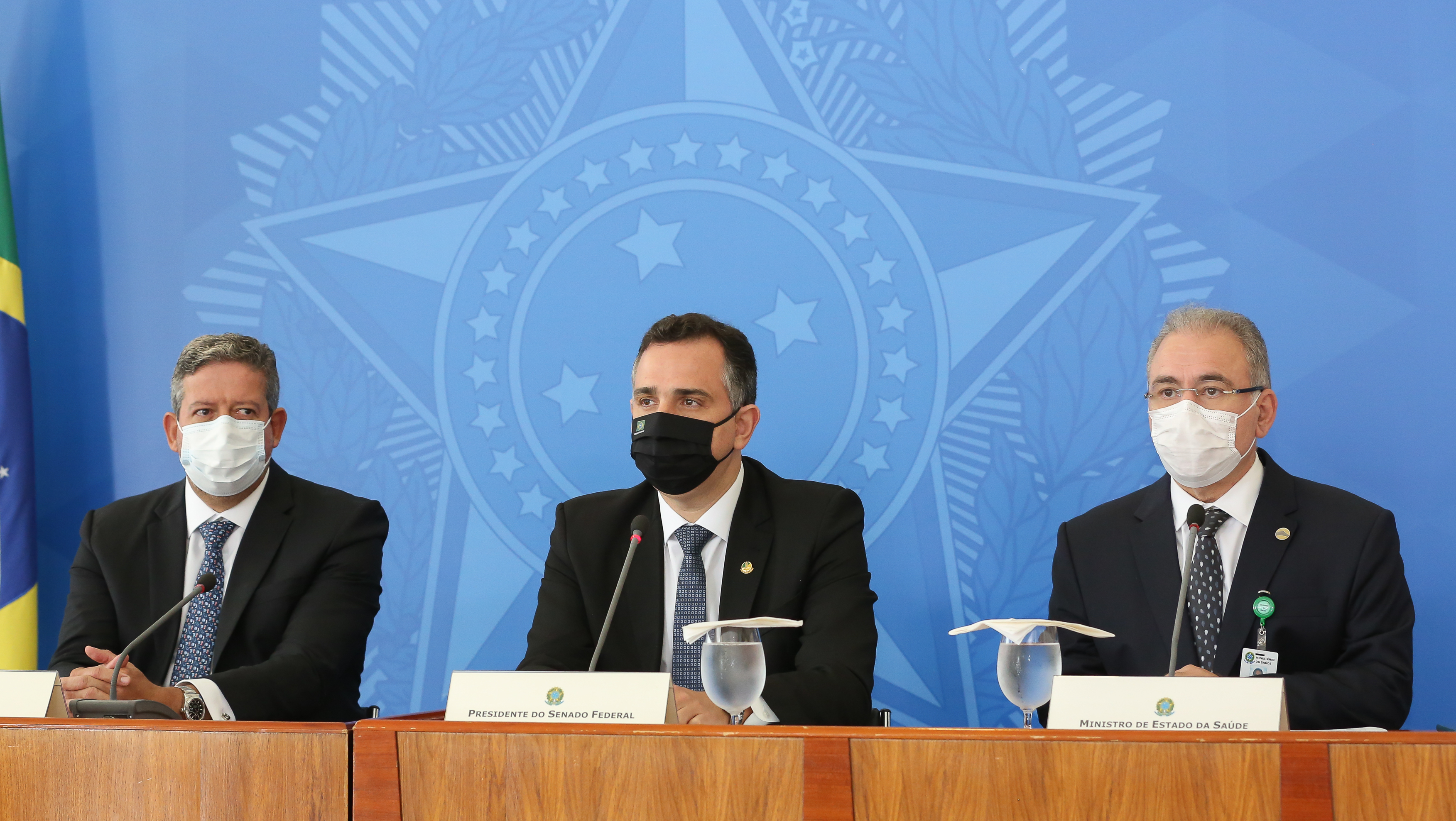
Pacheco com o Presidente da Câmara Arthur Lira (esquerda) e o Ministro da Saúde Marcelo Queiroga (direita), 2021.

Nas eleições de 2018, tentou se lançar como pré-candidato à governador de Minas Gerais, mas enfrentando resistência de alas do MDB que preferiam outro nome ou o apoio na reeleição de Fernando Pimentel, acabou deixando o partido rumo ao Democratas. Já no novo partido, abriu mão da disputa pelo governo para apoiar a candidatura de Antonio Anastasia do PSDB. Assim, Pacheco se candidatou ao cargo de senador da República por Minas Gerais, sendo eleito na primeira colocação, com 3 616 864 votos, que corresponderam a 20,49% dos votos válidos.
Em junho de 2019, votou contra o Decreto das Armas do governo, que flexibilizava porte e posse para o cidadão.

### Presidente do Senado Federal (2021–2025)
Em janeiro de 2021, foi indicado pelo seu partido para disputar a Presidência do Senado. Foi eleito com 57 votos, derrotando Simone Tebet (MDB-MS), com apoio tanto do governo quanto da oposição.
Em 13 de abril de 2021, Pacheco oficializou a criação da CPI da COVID-19 após a ordem dada pelo ministro Luís Roberto Barroso do Supremo Tribunal Federal no dia 8 de abril.
Em outubro de 2021, Pacheco deixou o DEM para se filiar ao Partido Social Democrático. Em 27 de outubro, foi oficialmente filiado e anunciado como pré-candidato à presidência da República, como um nome para compor a 'terceira via'. Todavia, desistiu da candidatura em março do ano seguinte.
Pacheco foi reeleito presidente do Senado em 1º de fevereiro de 2023, apoiado pelo governo Lula, após receber 49 votos, derrotando o senador Rogério Marinho (PL-RN), que recebeu outros 32 votos.